# Oxyscelio excavatus
Oxyscelio excavatus är en stekelart som först beskrevs av Jean-Jacques Kieffer 1913.  Oxyscelio excavatus ingår i släktet Oxyscelio och familjen Scelionidae. Inga underarter finns listade i Catalogue of Life.